# Thomas Bröker
Thomas Bröker (Meppen, 22 januari 1985) is een Duits betaald voetballer die doorgaans als spits speelt. In 2015 verruilde hij 1. FC Köln voor MSV Duisburg.

## Carrière
Op een leeftijd van 6 begon Bröker te voetballen bij SV Hemsen in de woonwijk van zijn geboorte stad Meppen. Hij bleef 4 jaar bij deze club waarna hij de overstap maakte naar Union Meppen, die hij vervolgens na 3 jaar verliet om voor de succesvolste voetbalclub van de stad te gaan spelen: SV Meppen. Bij deze club belandde hij in de spits en speelde hij uiteindelijk met het eerste team in de Oberliga Nord.
Bij aanvang van het seizoen 2004/05 maakte hij op 18-jarige leeftijd voor €25.000 de overstap naar 1. FC Köln. In zijn eerste seizoen speelde hij direct 15 wedstrijden in het eerste elftal in de 2. Bundesliga en 25 wedstrijden voor de amateurafdeling van de club in de Regionalliga. Het seizoen daarop werd Bröker verhuurd aan 2. Bundesliga club Dynamo Dresden. Bij deze club kwam hij tot 4 doelpunten in 27 wedstrijden. In het laatste uur van de transferdeadline van het seizoen 2006/07 maakte hij, tegen zijn zin, de overstap naar SC Paderborn 07.
Na afloop van het seizoen 2006/07 leek er een overeenkomst te zijn tussen Bröker en Dynamo Dresden, de club waaraan hij in het voorgaande seizoen verhuurd was. Echter trok Dresden zich, ondanks dat het contract al getekend was, terug van de aankoop. Paderborn legde Dynamo een bedrag voor die zij niet bereid waren te betalen. Na onderhandelingen werd de overstap alsnog een feit en mocht Bröker zich weer speler van Dynamo Dresden noemen.
Na 19 doelpunten te hebben gemaakt in 67 wedstrijden maakte Bröker aan het begin van seizoen 2009/10 de overstap naar 2. Bundesligaclub Rot Weiss Ahlen. Bij deze club stond hij door de degradatie van de club slechts 1 jaar onder contract en maakte hij in het seizoen 2010/11 de overstap naar Fortuna Düsseldorf. Bij deze club wist hij in zijn eerste seizoen 5 maal te scoren in 25 wedstrijden en zou Fortuna uiteindelijk als zevende eindigen in de 2. Bundesliga. Het seizoen daarop promoveerde Bröker, na een derde plek op de ranglijst, met de club naar de Bundesliga.
In de zomer van 2012 nam 1. FC Köln de speler waarmee ze eerder gewerkt hadden terug en tekende Bröker er een contract voor drie jaar die hem tot 30 juni 2015 aan de club zou verbinden. Na afloop van die verbintenis, tekende de aanvaller voor twee jaar bij MSV Duisburg.
In 2019 stopte Bröker met betaald voetbal.

## Erelijst
- 2004/05: Promotie naar de Bundesliga met 1. FC Köln.
- 2011/12: Promotie naar de Bundesliga met Fortuna Düsseldorf.